# Rafael Sánchez Ferlosio
Rafael Sánchez Ferlosio (Roma, 4 de desembre de 1927 - Madrid, 1 d'abril de 2019) fou un escriptor i assagista espanyol d'estil realista i fantàstic. Es tracta d'un dels membres més destacats de la narrativa espanyola de la generació del 50, així com un original assagista en la seva segona i prolífica etapa en el món de les lletres. Una de les seves novel·les més conegudes és Jarama (1955), que descriu setze hores a la vida d'un grup d'onze amics. El 2004 va ser guardonat amb el Premi Cervantes.

## Biografia
Fill del també escriptor i polític Rafael Sánchez Mazas, un dels principals ideòlegs del falangisme i en què s'inspira un dels personatges de Soldados de Salamina, i de la italiana Liliana Ferlosio. El 1950 es va prometre amb la també escriptora Carmen Martín Gaite, amb qui es va casar l'octubre del 1953 i de qui es va separar amistosament el 1970. Junts van tenir una filla, que es va morir el 1985, a 29 anys.
En l'àmbit literari, Sánchez Ferlosio va ser membre del Círculo Lingüístico de Madrid, juntament amb Agustín García Calvo, Isabel Llácer, Carlos Piera i Víctor Sánchez de Zavala. Al costat d'autors com Ignacio Aldecoa, Jesús Fernández Santos, la mateixa Martín Gaite i Alfonso Sastre, va ser fundador i col·laborador de la Revista Española. Tots ells van compartir una poètica realista que presentava notables influències del neorealisme italià, i Sánchez Ferlosio hi va contribuir amb una de les obres més significatives de la literatura espanyola de postguerra: El Jarama, (1955), encara que la seva primera novel·la va ser Industrias y andanzas de Alfanhuí (1951), narració de biaix fantàstic en la qual conta la història d'un nen expulsat de l'escola per haver escrit en un alfabet inintel·ligible i que va component la seva pròpia realitat a través d'estranyes andanzas que l'allunyen de l'òrbita de la norma i el càstig.

### AlfanhuíiEl Jarama
Alfanhuí va sorprendre per la netedat del seu estil i per l'interès de l'argument, però també perquè no semblava fàcil decidir si era un últim exemple sublimat de la novel·la picaresca espanyola o el primer relat espanyol dintre del realisme màgic. No obstant això, va ser la novel·la El Jarama la que li va suposar la consagració i la fama, i li va permetre obtenir el Premi Nadal el 1955 i el Premi de la Crítica de narrativa castellana el 1957.
El Jarama narra setze hores en la vida d'onze amics, un diumenge d'estiu, d'excursió a la riba del riu Jarama, en tres fronts: a la riba del riu, a la taverna de Mauricio, on els parroquians beuen, discuteixen i juguen a cartes, i al riu i a l'arbreda de la riba, on reposen i conversen. En acabar el dia, un esdeveniment inesperat, el descobriment que una de les joves del grup s'ha ofegat al riu, dóna a la descripció de la jornada una estranya poesia trista, per la pèrdua de l'amiga, que potser s'hauria pogut salvar si l'amistat tingués algun poder per evitar el que ja ha passat. Això dóna a la novel·la un gir imprevist pel lector, pel to d'una narració trivial, on no sembla que passi res important ni sembla probable que hagi de passar, i no és inversemblant que una jove s'ofegui en un riu, ni té res d'extraordinari.
Emmarcada entre dos passatges d'una descripció geogràfica del curs del riu Jarama, aquesta novel·la és d'un realisme absolut, gairebé conductista o behaviorista, ja que el narrador no es permet cap expansió sentimental o interpretativa ni cap sondeig en la psicologia interna dels personatges. El llenguatge col·loquial dels diàlegs està presidit pel màxim rigor; no obstant això, s'ha d'interpretar El Jarama com un relat simbòlic o simbolista, però en relació amb Alfanhuí, la seva obra precedent, sembla que l'estil literari d'El Jarama és molt diferent, ja que la història que es narra no sembla tenir cap semblança amb Alfanhuí, i, a més, l'estil dels dos relats és notòriament diferent. L'autor és el mateix i, lògicament, en una anàlisi minuciosa es poden trobar elements comuns --per exemple, l'acció transcorre a Castella-- en tots dos casos. El narrador sorprèn el lector, tant a Alfanhuí com a El Jarama, ja que el lector no té mai o gairebé mai un mínim de dades per poder predir el que ha de passar, etc. Sembla evident que dues obres del mateix autor, lògicament, han de tenir almenys alguns trets en comú, però les diferències entre Alfanhuí i El Jarama, han estat, en general, interpretades per la crítica posterior més aviat com un exemple que Rafael Sánchez Ferlosio és un escriptor polifacètic i complex, de manera que és realista en alguns casos, fantàstic en uns altres, assagista sovint, poeta de vegades i, amb certa freqüència, sorprenent o desconcertant.

### Altres obres
Sánchez Ferlosio és autor, també, dels relats Y el corazón caliente (1961) i Dientes, pólvora, febrero (1961); posteriorment va abandonar el gènere narratiu durant molt temps, al llarg del qual la seva contribució a la literatura espanyola es va limitar a la labor periodística i als assajos. El primer assaig sortit de la seva ploma es va titular Personas y animales en una fiesta de bautizo (1966). Un dels exemples típics de la reflexió crítica ferlosiana es pot trobar en els dos volums de Las semanas del jardín (1974), de títol inspirat en la novel·la que no va arribar a escriure Cervantes i que constitueix una anàlisi erudita sobre les tècniques i els recursos narratius. Va fer la traducció de Víctor del Aveyron, de Jean Itard. El retorn a la narrativa el va fer amb la novel·la El testimonio de Yarfoz (1986), un llarg relat que es presenta inacabat sobre una civilització amb una elevada competència hidràulica en un territori que el lector pot situar a la comarca probablement llegendària de Mantua, entre Alcalá de Henares, Titulcia i Madrid. El testimoniatge de Yarfoz servia de metàfora a una utopia que no proposa expressament lliçons i vagament destinada al fracàs i la decadència. La novel·la va ser finalista al Premi Nacional de Literatura, que finalment va recaure en Luis Mateo Díez per la seva obra La fuente de la edad.
El 1986, Sánchez Ferlosio també va publicar els assajos Mientras no cambien los dioses nada ha cambiado, Campo de Marte, La homilía del ratón i El ejército nacional. El 1992 va publicar, en dos extensos volums, els seus Ensayos y artículos, en el qual també figuraven textos inèdits, i el 1993, el llibre d'aforismes Vendrán más años malos y nos harán más ciegos, amb el qual va guanyar els Premis Nacionals d'Assaig i Ciutat de Barcelona el 1994.
Adscrita al corrent del realisme social de la postguerra espanyola, la seva obra es caracteritza per constituir una implacable crítica al poder. Els seus últims treballs són les recopilacions d'assajos i articles Esas Yndias equivocadas y malditas (1994), El alma y la vergüenza (2000), La hija de la guerra y la madre de la patria (2002) i Non olet (2003), en què analitza diferents temes que es veuen, d'alguna manera, tamisats per aspectes pecuniaris: des de la globalització en el mercat de treball fins al màrqueting en la publicitat, passant per la lucrativa cultura de l'oci. Els seus últims treballs foren la col·lecció de relats El Greco (2005) i Sobre la guerra (2007), una original i coherent aproximació al fenomen de la violència.

### Guardons
Al llarg de la seva àmplia trajectòria professional també va obtenir el Premi de Periodisme Francisco Cerecedo (1983); el de la Comunitat de Madrid (1991); el 1994, el Premi Nacional d'Assaig, que concedeix el Ministeri de Cultura, i el Mariano de Cavia de Periodisme (2002). El desembre del 2004 va ser guardonat amb el Premi Cervantes, el més important de les lletres hispàniques. El discurs de recepció del premi va dur per títol Carácter y destino. El 24 de novembre de 2009 va ser guardonat amb el Premi Nacional de les Lletres Espanyoles en reconeixement de la seva carrera com a escriptor.

## Obres
- Industrias y andanzas de Alfanhuí (1951)
- El Jarama (1955)
- Las semanas del jardín (1974)
- Mientras no cambien los dioses, nada ha cambiado (1986)
- El testimonio de Yarfoz (1986)
- Vendrán más años malos y nos harán más ciegos (1992)
- La hija de la guerra y la madre de la patria. Destino, Barcelona. (2002) ISBN 84-233-3411-2 (2002)
- Non Olet (2002)
- El Geco (2005)
- Glosas castellanas y otros ensayos (diversiones). Biblioteca Premios Cervantes. Fondo de Cultura Económica i Universidad de Alcalá (2005) ISBN 84-375-0583-6
- Sobre la guerra. Destino, Barcelona (2007) ISBN 978-84-233-3946-4
- Gun & God, Destino, 2008
- Guapo y sus isótopos (2009)
- Campo de retamas (2015)